# Patronato (métro de Santiago)
Patronato est une station du Ligne 2 du métro de Santiago, dans la commune de Recoleta.

## Histoire
La station est ouverte depuis 2004. Son nom vient du quartier commerçant homonyme, Patronato (es), situé à proximité.